# Medicine Park (Oklahoma)
Medicine Park es un pueblo ubicado en el condado de Comanche en el estado estadounidense de Oklahoma. En el año 2010 tenía una población de 382 habitantes y una densidad poblacional de 72,08 personas por km².

## Geografía
Medicine Park se encuentra ubicado en las coordenadas 34°44′00″N 98°29′02″O / 34.733270, -98.483923 (34.733270, -98.483923).

## Demografía
Según la Oficina del Censo en 2000 los ingresos medios por hogar en la localidad eran de $26,607 y los ingresos medios por familia eran $33,929. Los hombres tenían unos ingresos medios de $22,321 frente a los $18,854 para las mujeres. La renta per cápita para la localidad era de $13,236. Alrededor del 18.1% de la población estaban por debajo del umbral de pobreza.